# William W. Freehling
William Wilhartz Freehling (né le 26 décembre 1935) est un historien américain et professeur émérite de sciences humaines à l'Université du Kentucky.

## Jeunesse
Freehling est né à Chicago, Illinois le 26 décembre 1935, fils de Norman Freehling et d'Edna (née Wilhartz) Freehling. Il obtient son diplôme de premier cycle du Harvard College en 1958 où il est membre de Phi Beta Kappa. Il rédige sa thèse de premier cycle avec spécialisation sous la direction du célèbre historien américain Arthur Meier Schlesinger Jr. Il obtient sa maîtrise en 1959 et son doctorat en 1964, de l'Université de Californie à Berkeley, avec l'historien Kenneth M. Stampp (en) comme directeur de thèse.

## Carrière
Freehling enseigne à Berkeley, Harvard, à l'Université du Michigan et l'Université Johns-Hopkins. Il occupe également des chaires dotées à SUNY, Buffalo et Kentucky.
Freehling a écrit plusieurs ouvrages très respectés sur le Sud des États-Unis pendant la période d'avant-guerre et sur la guerre civile américaine. Son livre le plus remarquable, Prelude to Civil War: The Nullification Controversy in South Carolina, remporte le prix Bancroft en 1967.
Depuis 2011, il est chercheur principal à la Virginia Foundation for the Humanities.

## Vie privée
Le 27 janvier 1961, Freehling épouse Natalie Paperno. Avant leur divorce en avril 1970, ils sont parents de deux enfants, Alan et Deborah Freehling et le 19 juin 1971, il épouse sa collègue historienne Alison Harrison (née Goodyear) Bradshaw. Ancienne épouse de William Emmons Bradshaw elle est la fille de Frank H. Goodyear Jr. et une petite-fille du baron du bois Frank H. Goodyear et d'Edmund P. Rogers. Ensemble, ils ont deux enfants, Alison et William Freehling.
Il reçoit en 1965 le Prix Allan Nevins de la Society of American Historians, le Prix Bancroft en 1967 et fait la Conférence Louis R. Gottschalk en 2007

## Travaux
- The Road to Disunion: Volume I: Secessionists at Bay, 1776-1854, Oxford University Press, 1991 (ISBN 978-0-19-507259-4, lire en ligne)[10]
- Secession Debated: Georgia's Showdown in 1860, Oxford University Press, 1992 (ISBN 978-0-19-507945-6, lire en ligne)
- Prelude to Civil War: The Nullification Controversy in South Carolina, 1816-1836, Oxford University Press, 1992 (ISBN 978-0-19-507681-3, lire en ligne)
- The Reintegration of American History: Slavery and the Civil War, Oxford University Press, 1994 (ISBN 978-0-19-508808-3, lire en ligne)[11]
- "The Civil War: Repressible or Irrepressible" (with Allan Nevins), in Francis G. Couvares, George Athan Billias, Martha Saxton, eds., Interpretations of American History: Through Reconstruction. Simon & Schuster, 2000.  (ISBN 978-0-684-86773-1)
- The South vs. the South: How Anti-Confederate Southerners Shaped the Course of the Civil War. Oxford University Press, 2001
- The Road to Disunion: Volume II: Secessionists Triumphant, 1854-1861, Oxford University Press, 2007 (ISBN 978-0-19-505815-4, lire en ligne)
- "Arthur Schlesinger Jr: William W. Freehling Remembers", OUP blog
- Showdown in Virginia: The 1861 Convention and the Fate of the Union, University of Virginia Press, 2010 (ISBN 978-0-813-92991-0, lire en ligne)
- Becoming Lincoln. University of Virginia Press, 2018.  (ISBN 9780813941561)